# Symplocos decorticans
Symplocos decorticans är en tvåhjärtbladig växtart som beskrevs av B. Stahl. Symplocos decorticans ingår i släktet Symplocos och familjen Symplocaceae. Inga underarter finns listade i Catalogue of Life.